# Барретус (микрорегион)
Барретус (порт. Microrregião de Barretos) — микрорегион в Бразилии, входит в штат Сан-Паулу. Составная часть мезорегиона Рибейран-Прету. 
Население составляет 	135 466	 человек (на 2010 год). Площадь — 	2 717,112	 км². Плотность населения — 	49,86	 чел./км².

## Демография
Согласно сведениям, собранным в ходе переписи 2010 г. Национальным институтом географии и статистики (IBGE), население микрорегиона составляет:						
| Полное население                             | Полное население                             | Полное население                             | Полное население                             | 135 466 |
| -------------------------------------------- | -------------------------------------------- | -------------------------------------------- | -------------------------------------------- | ------- |
| в том числе:                                 | Городское население                          | 129 241                                      | Процент городского населения, %              | 95,40   |
|                                              | Сельское население                           | 6 225                                        | Процент сельского населения, %               | 4,60    |
|                                              | Мужское население                            | 65 861                                       | Процент мужского населения, %                | 48,62   |
|                                              | Женское население                            | 69 605                                       | Процент женского населения, %                | 51,38   |
| Плотность населения, чел/км²                 | Плотность населения, чел/км²                 | Плотность населения, чел/км²                 | Плотность населения, чел/км²                 | 49,86   |
| Население микрорегиона в % к населению штата | Население микрорегиона в % к населению штата | Население микрорегиона в % к населению штата | Население микрорегиона в % к населению штата | 0,33    |

## Статистика
- Валовой внутренний продукт на 2003 составляет 1 899 834 255,00 реалов (данные: Бразильский институт географии и статистики).
- Валовой внутренний продукт на душу населения на 2003 составляет 14 556,22 реалов (данные: Бразильский институт географии и статистики).
- Индекс развития человеческого потенциала на 2000 составляет 0,802 (данные: Программа развития ООН).

## Состав микрорегиона
В составе микрорегиона включены следующие муниципалитеты:
1. Барретус
2. Колина
3. Коломбия
4. Вирадору